# イー川

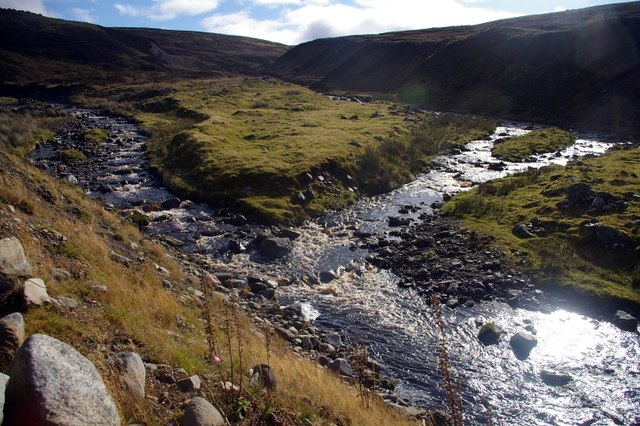
Allt a' Ghille Charaichとの合流点

イー川 （イーがわ、英語: River E）は、スコットランドのハイランド地方を流れる川である。
ネス湖の南東にあるMonadh Liath（en）の北西付近に源を発する。
そこから10kmほど北西の方向に流れ、モール湖（en:Loch Mhòr）に流入する。
この川は、小さな水力発電所の計画があった。

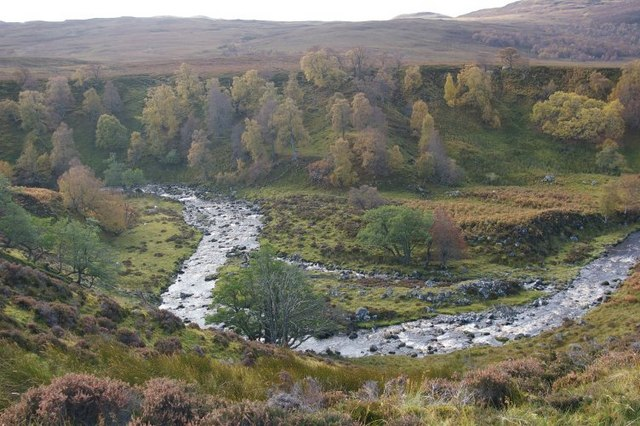
蹄鉄のような形に湾曲した川の流れ

この自然な川の流れを利用した発電所（en:Run-of-the-river hydroelectricity）の事業計画は、3MWの発電容量を備えており、RWE Npower（en） が運営している。
事業計画の建設工事は、2006年に始まり、2007年に発注された。

## 参照
1. ↑  英国陸地測量部（en:Ordnance Survey） 1:50,000スケール Landranger map sheet 26 「インヴァネス」
2. ↑  英国陸地測量部 1:25,000スケール エクスプローラ
3. ↑  英国陸地測量部 1:10,000スケール ストリートビュー
4. ↑  “River E Hydro Scheme”.   RWE Npower. 2011年1月29日閲覧。

座標: 北緯57度13分08秒 西経4度27分39秒 / 北緯57.21891度 西経4.46082度